# Himitsu Sentai Goranger
Himitsu Sentai Goranger (秘密戦隊ゴレンジャー Himitsu Sentai Gorenjā?) (traducido como Escuadrón secreto Goranger) es una serie de televisión de superhéroes, del género tokusatsu. Creada por Shōtarō Ishinomori, fue la primera temporada de la longeva franquicia Super Sentai Series. Fue producida por Toei Company, y se emitió en NET TV (actual TV Asahi) del 5 de abril de 1975 al 26 de marzo de 1977, con un total de 84 episodios, siendo la temporada de Super Sentai con el mayor número de entregas y la única que se emitió durante dos años consecutivos. El título que Toei le da a esta serie para distribución internacional es Five Rangers.

## Argumento
Cuando la paz mundial se ve amenazada por un grupo terrorista llamado el Ejército de la Cruz Negra, una organización secreta de espionaje conocida como EAGLE se forma en Japón para combatir la amenaza. La Cruz Negra, temerosa de la amenaza contra ellos, decide lanzar un ataque sorpresa contra EAGLE.
Por todo Japón, la Cruz Negra manda a sus cinco operativos más peligrosos para destruir a los miembros de EAGLE, matándolos a todos excepto a cinco jóvenes membros que sobreviven milagrosamente. Los cinco son llamados a la tienda de snacks "Gon" por Gonpachi Edogawa, el comandante de EAGLE, y entran en un centro de mando secreto escondido bajo tierra. Edogawa recluta a los cinco para convertirse en el Escuadrón Secreto Goranger, la mejor oportunidad en el mundo contra las fuerzas del Ejército de la Cruz Negra, y les dan trajes de batallas electrónicos y ajustables que les da poderes sobrehumanos de fuerza y velocidad. Los cinco entonces se dedican a luchar contra el Ejército de la Cruz Negra y su siniestro líder, el Führer de la Cruz Negra.

## Personajes

### EAGLE
La Organización Internacional Secreta de Defensa EAGLE (国際秘密防衛機構イーグル Kokusai Himitsu Bōei Kikō Īguru?) es una organización secreta de espionaje japonesa creada para proteger el mundo del grupo terrorista conocido como el Ejército de la Cruz Negra. EAGLE desarrolló los trajes de batalla y la tecnología avanzada que usan los Goranger para enfrentarse a la tecnología cyborg de la Cruz Negra.

#### Goranger
Los Goranger se transforman con sus trajes gritando la palabra "Go!". Antes de la batalla, el equipo grita "¡Cinco personas juntas, Goranger!" (５人揃って、ゴレンジャー！ Gonin sorotte, Gorenjā!?). En el final de la serie, Daita y Taro descubren que los primeros kanas de los apellidos de cada miembro (excepto Daigoro) forman el nombre de la constelación Casiopea, cuyos rayos cósmicos son perjudiciales para el Führer de la Cruz Negra.
- Tsuyoshi Kaijo (海城 剛 Kaijō Tsuyoshi?)/Akaranger (アカレンジャー Akarenjā?): Tiene 24 años. Es el hermano menor del capitán de la base EAGLE de Kanto. Sus amigos y él estaban jugando al fútbol cuando la Cruz Negra lanzó el ataque que mató a su hermano. Tsuyoshi está entrenado en planeamiento de combate y estrategia, y también era delantero en el equipo de fútbol de EAGLE de Kanto. Tsuyoshi es el líder del equipo y coordina los ataques en grupo como "Tormenta Goranger o "Huracán Goranger".
- Akira Shinmei (新命 明 Shinmei Akira?)/Aoranger (アオレンジャー Aorenjā?): Tiene 25 años y es el mayor del equipo Goranger. Akira estaba entrenando en la región nevada de Tōhoku cuando la Cruz Negra atacó. Es instructor de tiro, experimentado en arco y pilotaje. Tiene aspiraciones de convertirse en piloto de carreras. Como Aoranger es el segundo al mando. Pilota las naves de Goranger Variblune y Varidorin.
- Daita Ōiwa (大岩 大太 Ōiwa Daita?)/Kiranger I (初代キレンジャー Shodai Kirenjā?): Tiene 23 años. Llamado Dai-chan por Shinmei, Peggy y Yōko, Ōiwa es un alegre ingeniero reclutado en la rama EAGLE de Kyushu, que se estaba entrenando con sus camaradas cuando la Cruz Negra atacó. Aunque es bueno en mecánica y matemáticas, se le da peor resolver acertijos y juegos de palabras simples. Como campeón de judo tiene gran fuerza física. Ōiwa fue ascendido a Jefe de la rama EAGLE de Kyushu, pero pronto regresó a la actividad cuando el Goranger que le reemplazó fue asesinado por la Cruz Negra.
- Daigoro Kumano (熊野 大五郎 Kumano Daigorō?)/Kiranger II (２代目キレンジャー Nidaime Kirenjā?): Después de que Ōiwa se convirtiera en comandante en Kyushu por un tiempo, Kumano le reemplazó. Solo permaneció 13 episodios, antes de ser asesinado con un cuchillo lanzado por un miembro de la Cruz Negra.
- Peggy Matsuyama (ペギー松山 Pegī Matsuyama?)/Momoranger (モモレンジャー Momorenjā?): Tiene 18 años. Y es la única mujer del equipo, trabajaba en la división EAGLE de Hokkaido como analista química e ingeniera especial de armas especializada en explosivos, y estaba montando a caballo cuando la Cruz Negra atacó. Como alguien ligada a la moda, Peggy suele llevar ropa a la última.
- Kenji Asuka (明日香 健二 Asuka Kenji?)/Midoranger (ミドレンジャー Midorenjā?): Tiene 17 años y es el miembro más joven del equipo. Se entrenaba en la división EAGLE de Kansai. Tiene un temperamento alegre y despreocupado. A diferencia de los otros cuatro, Kenji fue el único que no sufrió ningún daño cuando atacó la Cruz Negra, ya que estaba atendiendo a unas palomas en el tejado del edificio, salvándose así del gas venenoso que usaron en el ataque.

### Aliados
- Gonpachi Edogawa (江戸川 権八 Edogawa Gonpachi?): Comandante de EAGLE. Cuando se muestra en público, se disfraza como el cocinero del restaurante "Gon" (ゴン?), que es la entrada secreta al cuartel general de Goranger. El restaurante después se convirtió en frutería.
- Yōko Katō (加藤 陽子 Katō Yōko?)/Agente 007, Tomoko Hayashi (林 友子 Hayashi Tomoko?)/Agente 008, y Haruko Nakamura (中村 春子 Nakamura Haruko?)/Agente 009: Tres agentes de EAGLE. Suelen actuar entre bambalinas, pero a veces ayudan a los Goranger en sus misiones.
- Taro Katō (加藤太郎 Katō Taro?): Es el hermano menor de Yōko

### Arsenal
- Birdies: Cohetes intercambiables que están enganchados a un lado de los cinturones de los Goranger y que usan para volar.
- Red Bute (レッドビュート Reddo Byūto?): El arma principal de Akaranger, un látigo multiusos cuyo extremo se puede transformar en un buen número de armas distintas como una lanza, un taladro o una garra. Posteriormente fue actualizado a su forma New Red Bute.
- Silver Shot (シルバーショット Shirubā Shotto?): Una pistola tranquilizante que usa Akaranger.
- Bluechery (ブルーチェリー Burūcherī?) : El arma principal de Aoranger. Un arco que pueden disparar flechas especiales conocidas como Blue Arrows y Blue Arrow Rockets. Posteriormente fue actualizado a su forma Ultra Bluechery.
- Ki Sticker (キーステッカー Kī Sutekkā?): El arma principal de Kiranger. una lanza cuya punta se puede cambiar con tres piezas distintas basadas en el juego piedra, papel o tijeras.
- YTC (YTC Wai Tī Shī?): Abreviatura de Yellow Transceiver, un dispositivo electrónico usado por Kiranger que puede bloquear circuitos electrónicos.
- Momo Card (モモカード Momo Kādo?): El arma principal de Momoranger. unos shuriken con forma de corazón.
- Pierce Bombs (ピアス爆弾 Piasu Bakudan?): Unos pendientes explosivos con forma de corazón que usa Momoranger.
- Momo Mirror (モモミラー Momo Mirā?): Un dispositivo ubicado en el visor de Momoranger que permite reflejar pulsos de luz.
- Midomerang (ミドメラン Midomeran?): El arma principal de Midoranger. Un bumerán que puede lanzar a sus enemigos o usar como arma para cortar y atravesar. Posteriormente fue actualizado a su forma New Midomerang.
- Mido Puncher (ミドパンチャー Mido Panchā?): Un tirachinas que usa MidoRanger para lanzar bolitas de pachinko y a veces explosivos.
- Goranger Machines (ゴレンジャーマシーン Gorenjā Mashīn?): Las motocicletas de los Goranger. Están armadas con explosivos, se autodestruyen para destruir el Navarone.
  - Red Machine (レッドマシーン Reddo Mashīn?): La Goranger Machine que conduce Akaranger. No tiene sidecar.
  - Blue Machine (ブルーマシーン Burū Mashīn?): La Goranger Machine que conduce Aoranger. Kiranger monta en el sidecar.
  - Green Machine (グリーンマシーン Gurīn Mashīn?): La Goranger Machine que conduce Midoranger. Momoranger monta en el sidecar.
- Star Machines (スターマシーン Sutā Mashīn?): El reemplazo de las Goranger Machines. Como sus predecesoras, se autodestruyen para destruir el Castillo de la Cruz Negra.
  - Red Star (レッドスター Reddo Sutā?): La Star Machine de Akaranger.
  - Blue Star (ブルースター Burū Sutā?) La Star Machine de Aoranger.
  - Green Star (グリーンスター Gurīn Sutā?): La Star Machine de Midoranger.
- Varitank (バリタンク Baritanku?): Un tanque de seis ruedas con brazos con pinzas que sale del pico de Varidorin. Normalmente lo pilotan Aoranger y Yōko Katō.
- Varikikyun (バリキキューン Barikikyūn?): Un globo de pasajeros de los Goranger. Normalmente lo pilota Momoranger.

### Mechas
- Variblune (バリブルーン Bariburūn?): Una máquina voladora con forma de bulldog, propulsada por hélices inferiores. Sus mandíbulas pueden abrirse y desplegar varias herramientas dependiendo de la situación, y guardan las Goranger Machines. Explotó con Iron Man Mask Temujin en su interior.
- Varidorin (バリドリーン Baridorīn?): Reemplazo de Variblune. Normalmente pilotado por Aoranger y Kiranger. Se perdió en la destrucción del Castillo de la Cruz Negra, pero se vio uno nuevo más tarde en JAKQ vs Goranger.

### Ejército de la Cruz Negra
El Ejército de la Cruz Negra (黒十字軍 Kuro Jūjigun?) son los villanos principales de la serie. Son un grupo terrorista liderado por una entidad sobrenatural conocido como el Führer de la Cruz Negra, y su meta es la erradicación total de la raza humana y la dominación absoluta del mundo. Utilizan tecnología avanzada y magia para crear un ejército de operativos sobrehumanos para atacar a EAGLE y los Goranger. Gran parte de los operativos de la Cruz Negra son humanos modificados quirúrgicamente. Tienen varias bases secretas por el mundo, aunque su cuartel general principal es el Castillo de la Cruz Negra (黒十字城 Kuro Jūjijō?) que orbita sobre la Tierra.
- Führer de la Cruz Negra (黒十字総統 Kuro Jūji Sōtō?): Como líder del Ejército de la Cruz Negra, se le suele llamar el "Machine Monster". No se le puede matar fácilmente con ningún arma convencional. Tiene muchos poderes sobrenaturales y es increíblemente inteligente. Mantiene su identidad en secreto incluso a sus generales, pero se revela al final que es una máquina alienígena consciente que forma parte del Castillo de la Cruz Negra. También puede disfrazarse de humano, tanto hombre como mujer.
- Máscara Solar (日輪仮面 Nichirin Kamen?): Llamado "Estrella de África" (アフリカの星 Afurika no Hoshi?), es un tirano sin escrúpulos que tenía renombre por sus sucesivas victorias en África. Le llamaron a Japón para eliminar a los Goranger por cualquier medio que estimase oportuno, aunque su naturaleza cobarde se interpone en sus planes.
- General de la Máscara del Hombre de Hierro Temujin (鉄人仮面テムジン将軍 Tetsujin Kamen Temujin Shōgun?): Llamado "Demonio Mongol" (モンゴルの鬼 Mongoru no Oni?), fue reclutado desde las operaciones de la Cruz Negra en el desierto de Gobi. Es frío y sádico, y un brillante estratega, y también formó su propio ejército, llamado la Brigada de Acero (鋼鉄軍団 Kōtetsu Gundan?). Vanidoso y orgulloso, suele dejar que su ego se interponga en sus planes.
- General de la Máscara del Volcán Magman (火の山仮面マグマン将軍 Hinoyama Kamen Maguman Shōgun?): Fue reclutado en la región volcánica Eldgja, en Islandia. Es el líder del despiadado Batallón Erupción (噴火軍団 Funka Gundan?). Comanda su propia fortaleza móvil de batalla, llamada Fortaleza Móvil Navarone (移動要塞ナバローン Idō Yōsai Nabarōn?) (nombre recibido de los cañones nazis de la Segunda Guerra Mundial). Tiene la habilidad de lanzar misiles de napalm desde lo alto de su máscara "volcán". Las armas de los Goranger no le hacen efecto y es un maestro en combate.
- Comandante en Jefe Máscara Dorada (ゴールデン仮面大将軍 Gōruden Kamen Daishōgun?): General principal de la Cruz Negra. Es una entidad sobrenatural que fue despertada místicamente mediante magia negra y los poderes del Führer de la Cruz Negra. Es el líder de la élite de los Africa Troopers (アフリカ軍団 Afurika Gundan?) del Ejército de la Cruz Negra. Está versado en hechicería y muy interesado en astrología. Puede repeler la mayoría de los ataques de los Goranger.
- Zolders (ゾルダー Zorudā?): Los soldados de campo sin rostro de la Cruz Negra, alterados con fuerza y velocidad mejorado, además de lavarles el cerebro para que sean completamente leales. Llevan una gran variedad de armas, incluyendo pistolas, bazookas y espadas de hierro. También hay divisiones especiales como los Ninjas Camuflados de la Cruz de Hierro (黒十字忍団 Kuro Jūji Nindan?). También hay un escuadrón de místicos que sirven al Führer de la Cruz Negra y están adaptados a las Artes Negras. Los Zolders comandan un número de vehículos en forma de pájaros, incluyendo pequeñas máquinas aéreas de batalla llamadas Condolers (コンドラー Kondorā?) y los mucho más grandes y poderosos Battlers (バットラー Battorā?). Se les puede oír gritar "Hoi", normalmente cuando atacan a sus víctimas.

## Episodios
Cada episodio de Goranger se compone de dos oraciones, generalmente la primera es una exclamación que contiene un color dentro de la frase.
1. ¡El sol carmesí! Los invencibles Goranger (真っ赤な太陽! 無敵ゴレンジャー Makka na Taiyō! Muteki Gorenjā?)
2. ¡La Tierra azul! El plan de deforestación de la muerte (青い地球! 死の砂漠化計画 Aoi Chikyū! Shi no Sabakuka Keikaku?)
3. ¡Gran Contraataque! Un torbellino amarillo (大逆襲! 黄色いつむじ風 Dai Gyakushū! Kiiroi Tsumujikaze?)
4. ¡Una patada carmesí! Destroza el micro gran plan (紅のキック! 砕けミクロ大作戦 Kurenai no Kikku! Kudake Mikuro Dai Sakusen?)
5. Furia verde, el gas humano inmortal (みどり色の怒り 不死身ガス人間 Midori-iro no Ikari Fujimi Gasu Ningen?)
6. ¡Acertijo rojo! Sigue la ruta espía al mar (赤い謎! スパイルートを海に追え Akai Nazo! Supai Rūto o Umi ni Oe?)
7. ¡Luz de luna rosa! Corporativos Lobo (ピンクの月光! オオカミ部隊 Pinku no Gekkō! Ookami Butai?)
8. ¡Miedo negro! El asesino colmillo venenoso (黒い恐怖! 殺しの毒牙 Kuroi Kyōfu! Koroshi no Dokuga?)
9. Sombra azul, la estrategia secreta de Variblune (青い影法師 バリブルーン秘密戦略 Aoi Kagebōshi Bariburūn Himitsu Senryaku?)
10. ¡El globo rojo! La velocidad del viento a 100 metros (赤い風船! 風速100メートル Akai Fūsen! Fūsoku Hyaku Mētoru?)
11. ¡Escalofrío verde! La huida del infierno del oído (みどり色の戦慄! 耳地獄からの脱出 Midori-iro no Senritsu! Mimi Jigoku Kara no Dasshutsu?)
12. ¡Super energía de plata! Infierno ardiente (銀色の超エネルギー! 焦熱地獄 Gin'iro no Chō Enerugī! Shōnetsu Jigoku?)
13. ¡El secreto rosa! Derrota a la bomba humana (ピンクの秘密! 人間爆弾を倒せ Pinku no Himitsu! Ningen Bakudan o Taose?)
14. ¡El ataúd rojo! La misteriosa mansión de la calavera (赤い棺桶! ドクロ屋敷の怪 Akai Kan'oke! Dokuro Yashiki no Kai?)
15. ¡La gran fortaleza azul! El gran furioso Variblune (青い大要塞! 大暴れバリブルーン Aoi Dai Yōsai! Dai Abareru Bariburūn?)
16. ¡Rareza blanca! El ojo en el espejo (白い怪奇! 鏡の中の目 Shiroi Kaiki! Kagami no Naka no Me?)
17. ¡El parque temático púrpura! Un cementerio demoníaco (むらさき色の遊園地! 悪魔の墓場 Murasaki-iro no Yūenchi! Akuma no Hakaba?)
18. ¡Los horribles cruzados negros! El ataque según el plan secreto (戦慄の黒十字軍!㊙作戦で攻撃せよ Senritsu no Kuro Jūjigun! Maruhi Sakusen de Kōgeki Seyo?)
19. ¡Una chispa azul! El frente espía que flota en el mar (青い火花! 海に浮かぶスパイ戦線 Aoi Hibana! Umi ni Ukabu Supai Sensen?)
20. ¡Vuelo carmesí hacia la muerte! Sunring Mask contra el Red Ranger (真っ赤な死闘! 日輪仮面対アカレンジャー Makka na Shitō! Nichirin Kamen Tai Akarenjā?)
21. ¡Milagro azul! La misteriosa nave voladora que vino de la antigüedad (青い驚異! 古代から来た怪飛行船 Aoi Kyōi! Kodai Kara Kita Kai Hikōsen?)
22. ¡Asalto aéreo amarillo! Pesadillas de la Atlántida (黄色い空襲! アトランティスの悪夢 Kiiroi Kūshū! Atorantisu no Akumu?)
23. ¡Lucha verde de perros! El fin de la misteriosa nave voladora (みどりの空中戦! 怪飛行船の最期 Midori no Kūshūsen! Kai Hikōsen no Saigo?)
24. ¡Furia azul! El fuerte Greenmerang, el gran contraataque (青い怒り! 強烈ミドメラン大逆襲 Aoi Ikari! Kyōretsu Midomeran Dai Gyakushū?)
25. ¡Mecha carmesí! El ataque torpedo de ocho ojos (真赤な導火線! 八ツ目の魚雷攻撃 Makka na Dōkasen! Yatsume no Gyorai Kōgeki?)
26. ¡Siete cambios en vena! El espantoso experto en venenos (青すじ七変化! 恐怖の毒薬博士 Aosuji Shichi Henge! Kyōfu no Dokuyaku Hakase?)
27. ¡Objeto Amarillo Q! El S.O.S. de la base Goranger (黄色い物体Q! ゴレンジャー基地SOS Kiiroi Buttai Kyū! Gorenjā Kichi Esu Ō Esu?)
28. ¡Gran erupción roja! Infiltrándose en la base subterránea (赤い大噴火! 地底基地に潜入せよ Akai Dai Funka! Chitei Kichi ni Sennyū Seyo?)
29. ¡Persecución roja! El misterioso tren sellado (赤い追撃! なぞの封印列車 Akai Tsuigeki! Nazo no Fūin Ressha?)
30. ¡Columnas doradas de fuego! Minas consecutivas, grandes explosiones (金色の火柱! 機雷連続大爆発 Kin'iro no Hibashira! Kirai Renzoku Dai Bakuhatsu?)
31. ¡El desafío negro! Enfureceos, cinco estrellas de la justicia (黒い挑戦状! 怒れ五つの正義の星 Kuroi Chōsenjō! Ikare Itsutsu no Seigi no Hoshi?)
32. ¡Viento azul caliente! No hay respuesta de Variblune (青い熱風! バリブルーン応答なし Aoi Neppū! Bariburūn Ōtō-nashi?)
33. ¡El objetivo rojo! Aparece un falso Goranger (赤い標的! にせものゴレンジャー出現 Akai Hyōteki! Nisemono Gorenjā Shutsugen?)
34. ¡La batalla del espía amarillo! Has visto el poder de YTC (黄色いスパイ戦! 見たかYTCの威力 Kiiroi Supai Sen! Mita ka Wai Tī Shī no Iryoku?)
35. ¡Gran pájaro negro extraño! Gondola: la flota bombardera de guerra (黒い大怪鳥! コンドラー戦斗爆撃隊 Kuroi Dai Kaichō! Kondorā Sentō Bakugeki Tai?)
36. ¡El feroz cargo carmesí! La invencible nave de batalla-fortaleza voladora móvil (真赤な猛進撃! 動く要塞無敵戦艦 Makka na Mō Shingeki! Ugoku Yōsai Muteki Senkan?)
37. ¡Un puro fogonazo blanco! La verdadera forma del Führer de la Cruz Negra (真白い閃光! 黒十字総統の正体 Masshiroi Senkō! Kuro Jūji Sōtō no Shōtai?)
38. ¡El precipicio azul! La búsqueda del demoníaco tesoro pirata (青い断崖! 悪魔の海賊宝さがし Aoi Dangai! Akuma no Kaizoku Takara Sagashi?)
39. ¡El mar carmesí de Japón! El misterioso ESP del meteorito (真赤な日本海! 怪隕石の超能力 Makka na Nihonkai! Kai Inseki no Chōnōryoku?)
40. ¡El demonio de venganza carmesí! La Pink Ranger del infierno (紅の復讐鬼! 地獄のモモレンジャー Kurenai no Fukushū-ki! Jigoku no Momorenjā?)
41. ¡El gran contraataque negro! La batalla de Tottori Dune (黒い大逆転! 鳥取砂丘の攻防戦 Kuroi Dai Gyakushū! Tottori Sakkyū no Kōbōsen?)
42. ¡El hombre de hierro negro muere! Adiós, Variblune (黒の鉄人死す! さらばバリブルーン Kuro no Tetsujin Shisu! Saraba Bariburūn?)
43. ¡El fénix carmesí! Adelante, invencible Varidorin (真赤な不死鳥! 無敵バリドリーン登場 Makka na Fushichō! Muteki Baridorīn Tōjō?)
44. ¡El tanque azul multiusos! El Varitank despega (青い万能戦車! バリタンク発進 Aoi Bannō Sensha! Baritanku Hasshin?)
45. ¡El tiburón espada negro! El ataque de los marines sicarios (暗黒の剣鮫! 海の殺し屋襲来 Ankoku no Ken-zame! Umi no Koroshiya Shūrai?)
46. ¡El Super Express negro! La Máscara locomotora del gran alboroto (黒い超特急! 機関車仮面大暴走 Kuroi Chōtokkyū! Kikansha Kamen Dai Bōsō?)
47. ¡Gran contraataque rojo! El enfurecido Goranger (赤い大逆襲! 怒りのゴレンジャー Akai Dai Gyakushū! Ikari no Gorenjā?)
48. ¡El almacén negro de suministros! Llamada cercana en el parque temático (黒い補給基地! 遊園地危機一髪 Kuroi Hokyū Kichi! Yūenchi Kiki-ippatsu?)
49. ¡La gran escapada verde! El juego sucio de la esvástica (みどりの大脱走! 卍のトリックプレイ Midori no Dai Dassō! Manji no Torikku Purei?)
50. ¡El secreto de alas azules! El peligroso Varidorin (青い翼の秘密! 危うしバリドリーン Aoi Tsubasa no Himitsu! Ayaushi Baridorīn?)
51. ¡La fabricación del dinero falso azul! El pistolero del ocaso (青いニセ札づくり! 夕陽のガンマン Aoi Nisesatsu-zukuri! Yūhi no Ganman?)
52. ¡El demonio telefónico rosa! La llamada asesina (ピンクの電話鬼! 殺しのダイヤル Pinku no Denwa-ki! Koroshi no Daiyaru?)
53. ¡El rey rojo del Home Run! El mortífero número 1 (赤いホームラン王! 必殺の背番号1 Akai Hōmu Ran Ō! Hissatsu no Sebangō Ichi?)
54. ¡El desafío carmesí! La última gran erupción de la montaña de fuego (真赤な挑戦! 火の山最期の大噴火 Makka na Chōsen! Hi no Yama Saigo no Dai Funka?)
55. ¡El Daishogun de color dorado! La maldición de Tutankamon (金色の大将軍! ツタンカーメンの呪い Kin Iro no Daishōgun! Tsutankāmen no Noroi?)
56. ¡Vacaciones de verano azul! Una playa asesina de un demonio (青い夏休み! 魔の殺人海岸 Aoi Natsuyasumi! Ma no Satsujin Kaigan?)
57. ¡La red circular negra! Peggy Cinco Caras (黒い包囲網! 五つの顔のペギー Kuroi Hōi-mō! Itsutsu no Kao no Pegī?)
58. ¡Ambición carmesí! Su excelecnica, el castillo dorado del Führer (真赤な野望! 総統閣下の黄金城 Makka na Yabō! Sōtō Kakka no Ōgon-jō?)
59. ¡El sur carmesí! El misterioso gran plan dorado (真赤な南国! 謎のゴールド大作戦 Makka na Nangoku! Nazo no Gōrudo Dai Sakusen?)
60. ¡El mar azul interior! La flotante isla-fortaleza secreta (青い瀬戸内海! 浮かぶ秘密要塞島 Aoi Setonaikai! Ukabu Himitsu Yōsai-tō?)
61. ¡El puñetazo rosa del K.O. El fin del juego de pelota (桃色のKOパンチ! エンドボール勝負 Momoiro no Kei Ō Panchi! Endo Bōru Shōbu?)
62. ¡El misterio blanco! La trampa de la mansión del macabro segador (白い怪奇! 死神館の罠 Shiroi Kaiki! Shinigami Kan no Wana?)
63. ¡Un destello de rayo negro! El sobresaliente cañón (黒い電光石火! 飛び出す大砲 Kuroi Denkōsekka! Tobidasu Taihō?)
64. ¡¡OVNI azul!! La gran invasión del ejército espacial (青いUFO!! 宇宙軍団大襲来 Aoi Yūfō!! Uchū Gundan Dai Shūrai?)
65. ¡¡El escuadrón suicida carmesí!! La lucha multitudinaria en el castillo de la Cruz Negra (真赤な決死隊!! 殴りこみ黒十字城 Makka na Kesshitai!! Naguri Komi Kuro Jūji-jō?)
66. ¡¡El intercambio del rehén rojo!! La gran carga de los Battlers (赤い人質交換!! バットラー大襲撃 Akai Hitojichi Kōkan!! Battorā Dai Shūgeki?)
67. ¡¡El ataque especial carmesí!! El Yellow Ranger muere al atardecer (真赤な特攻!! キレンジャー夕陽に死す Makka na Tokkō!! Kirenjā Yūhi ni Shisu?)
68. ¡¡La rebelión rosa!! El gran ataque de Aguja-Aguja-Aguja (ピンクの反乱!! 針・針・針の大攻撃 Pinku no Hanran!! Hari-hari-hari no Dai Kōgeki?)
69. ¡¡El nuevo vehículo multicolor!! Varikyūn despega (五色の新兵器!! バリキキューン発進 Goshiki no Shin-heiki!! Barikkyūn Hasshin?)
70. ¡¡Contraataque azul!! Detened al expreso espacial (青い逆襲!! 宇宙特急をストップせよ Aoi Gyakushū!! Uchū Tokkyū o Sutoppu Seyo?)
71. ¡¡La gran batalla carmesí decisiva!! El plan de migración a la Tierra (真赤な大決戦!! 地球移動計画 Makka na Dai Kessen!! Chikyū Idō Keikaku?)
72. ¡¡El secretismo azul!! Baridreen abandonado para desmantelar (青い機密!! 解体されたバリドリーン Aoi Kimitsu!! Kaitai Sareta Baridorīn?)
73. ¡¡Torbellino negro!! ¡Es un concurso! Una línea recta (黒いつむじ風!! 勝負だ! 一直線 Kuroi Tsumujikaze!! Shōbu da! Itchokusen?)
74. ¡¡Ola azul congelante!! El plan para congelar la Tierra (青い大寒波!! 地球氷づけ作戦 Aoi Daikanpa!! Chikyū Kōrizuke Sakusen?)
75. ¡¡El feroz infierno carmesí!! La conspiración de Stove Mask (真赤な火炎地獄!! ストーブ仮面の陰謀 Makka na Kaen Jigoku!! Sutōbu Kamen no Inbō?)
76. ¡¡Infiltración carmesí!! ¿Has visto a Tsuyoshi Kaijō? (真赤な潜入!! 君は海城剛を見たか? Makka na Sennyū!! Kimi wa Kaijō Tsuyoshi o Mita ka??)
77. ¡¡Miedo negro!! la mujer serpiente chupasangre (黒い恐怖!! 吸血ヘビ女 Kuroi Kyōfu!! Kyūketsu Hebi Onna?)
78. ¡¡Interferencia negra!! Un rugido primitivo (黒い妨害電波!! 原始の雄叫び Kuroi Bōgaidenpa!! Genshi no Otakebi?)
79. ¡¡Persecución carmesí!! La verdadera forma del asesino sin forma (真赤な追跡!! 姿なき暗殺者の正体 Makka na Tsuiseki!! Sugata-naki Ansatsusha no Shōtai?)
80. ¡Traspaso carmesí en territorio enemigo! Escape a la esperanza (真赤な敵中横断! 希望への脱出 Makka na Tekichū Ōdan! Kibō e no Dasshutsu?)
81. ¡¡Duda negra!! La trampa del espía asesino (黒い疑惑!! 殺人スパイの罠 Kuroi Giwaku!! Satsujin Supai no Wana?)
82. ¡¡El mago negro ¿¡El misterio de la casa de muñecas!? (黒い魔術師!! 人形館の怪?! Kuroi Majutsushi!! Ningyōkan no Kai?!?)
83. ¡¡Primer amor naranja!! La rugiente Megalopolis (オレンジ色の初恋!! 吼える大都会 Orenji-iro no Hatsukoi!! Hoeru Daitokai?)
84. ¡¡Gran victoria carmesí!! Brillad para siempre, cinco estrellas (真赤な大勝利!! 永久に輝け五つ星 Makka na Daishōri!! Towa ni Kagayake Itsutsu Boshi?)

### Películas
- Himitsu Sentai Goranger: La película (秘密戦隊ゴレンジャー Himitsu Sentai Gorenjā?): Versión cinematográfica del episodio 6
- Himitsu Sentai Goranger: La fortaleza azul (秘密戦隊ゴレンジャー　青い大要塞 Himitsu Sentai Gorenjā: Aoi Daiyōsai?): Versión cinematográfica del episodio 15
- Himitsu Sentai Goranger: El encuentro rojo de la muerte (秘密戦隊ゴレンジャー 真赤な猛進撃！ Himitsu Sentai Gorenjā: Makka na Mōshingeki!?): Versión cinematográfica del episodio 36
- Himitsu Sentai Goranger: La explosión final de la montaña de fuego (秘密戦隊ゴレンジャー 火の山最後の大噴火 Himitsu Sentai Gorenjā: Hi no Yama Saigo no Daifunka?): Versión cinematográfica del episodio 54
- Himitsu Sentai Goranger: La bomba huracán (秘密戦隊ゴレンジャー　爆弾ハリケーン！ Himitsu Sentai Gorenjā: Bakudan Harikēn!?)
- J.A.K.Q. Dengekitai vs. Goranger (ジャッカー電撃隊VSゴレンジャー Jakkā Dengekitai tai Gorenjā?)

## Manga
Una versión reimaginada de la serie se publicó en forma de manga en la revista Shūkan Shōnen Sunday del 4 de mayo al 17 de agosto de 1975, escrita y dibujada por Ishinomori. En esta versión, los Goranger son todos adolescentes, mientras que el padre de Tsuyoshi es el líder de la división EAGLE de Kanto y un profesor de artes marciales que le da a Tsuyoshi el traje de Akaranger antes de ser asesinado por la Cruz Negra, haciendo que Tsuyoshi se convierta en Akaranger y reclute a los otros para ser Goranger y que le ayuden a vengar la muerte de su padre.

## Reparto
- Tsuyoshi Kaijo: Naoya Makoto
- Akira Shinmei: Hiroshi Miyauchi
- Daita Ōiwa: Baku Hatakeyama
- Daigoro Kumano: Jirō Daruma
- Peggy Matsuyama: Lisa Komaki
- Kenji Asuka: Yukio Itō
- Gonpachi Edogawa: Toshio Takahara
- Yōko Katō/Agente 007: Eri Kanuma
- Tomoko Hayashi/Agente 008: Megumi Shiragawa
- Haruko Nakamura/Agente 009: Miki Honda
- Taro Katō: Hiroyuki Konuma
- Führer de la Cruz Negra: Mitsuo Andō (Episodios 1-55), Nobuo Yana (Episodios 56-84)
- Máscara Solar: Hiroshi Masuoka
- General de la Máscara del Hombre de Hierro Temujin: Shōzō Iizuka
- General de la Máscara del Volcán Magman: Eisuke Yoda(episodios 42-45), Shōzō Iizuka (episodios 46-54)
- Comandante en Jefe Máscara Dorada: Shōzō Iizuka
- Narrador: Nobuo Tanaka (episodios 1-14), Tōru Ōhira (episodios 15-84)

## Temas musicales

### Tema de apertura
- "Susume! Goranger" (進め！ゴレンジャー Susume! Gorenjā?, "¡Adelante, Goranger!")
  - Letra: Shōtarō Ishinomori
  - Música y arreglos: Michiaki Watanabe
  - Intérpretes: Isao Sasaki y Mitsuko Horie con Columbia Yurikago-kai (coro)

### Temas de cierre
- "Himitsu Sentai Goranger" (秘密戦隊ゴレンジャー Himitsu Sentai Gorenjā?) (Episodios 1-63)
  - Letra: Saburo Yatsude
  - Música y arreglos: Michiaki Watanabe
  - Intérpretes: Isao Sasaki con Koorogi '73 (coro)

- "Mi yo!! Goranger" (見よ！！ゴレンジャー Mi yo!! Gorenjā?, "¡¡Mira!! Goranger") (Episodios 64-84)
  - Letra: Shōtarō Ishinomori
  - Música y arreglos: Michiaki Watanabe
  - Intérpretes: Isao Sasaki y Koorogi '73 con Wilbees

## Sentai y Super Sentai
El nombre Super Sentai Series se introdujo en la temporada de 1979, Battle Fever J. Originalmente, Goranger y su sucesora J.A.K.Q. no se incluyeron en la franquicia Super Sentai. En el episodio 1 de la temporada de 1989, Turboranger, cuando se celebró el décimo aniversario de la franquicia, se mencionó Battle Fever J como la primera temporada. No fue hasta la temporada de 1995, Ohranger, que Goranger y J.A.K.Q. se incluyeron retroactivamente como las dos primeras series originales, y ese es el estatus que mantienen desde entonces y hasta la actualidad.

## Distribución internacional
En Filipinas, Goranger se dobló al inglés y se emitió como Star Rangers en 1978, los sábados por la tarde en RPN-9. En esta versión, aparte de su designación por colores, los Goranger también tenían designación numérica, en orden de presentación ante el enemigo en batalla: Akaranger era Star 1, Aoranger era Star 2, Kiranger era Star 3, Momoranger era Star 4 y Midoranger era Star 5. La serie también se emitió en Tailandia en Channel 7. En Estados Unidos, se emitió la versión original en japonés en Hawái, en KIKO-TV de Honolulu, con subtítulos en inglés, entre 1975 y 1976, y los actores hicieron apariciones en persona para promocionar la serie. También se emitió una versión sin subtítulos en California, en KMUV-TV de Sacramento, en 1976, y en KEMO-TV de San Francisco en 1977.